# Jenseits der Zeit
Jenseits der Zeit (chinesisch 死神永生 / 死神永生, Pinyin Sǐshén yǒngshēng – „Der Tod lebt ewig“) ist der dritte Teil der Trisolaris-Trilogie des chinesischen Schriftstellers Liu Cixin. Die ersten beiden Bände dieser Trilogie heißen Die drei Sonnen und Der dunkle Wald. Der Science-Fiction-Roman beschreibt die Entwicklung der Menschheit nach der Ankunft der Außerirdischen. Die chinesische Originalversion des Romans wurde 2010 veröffentlicht.

## Handlung
Zurück zu Beginn der Krisenzeit, als der Aufbruch der Trisolaris-Flotte weltweit bekannt wird, hat Yang Dong kürzlich über geheime, von den Außerirdischen an ihre Mutter Ye Wenjie übermittelte Dokumente deren Mitverschwörung an der kommenden Invasion entdeckt. Sie unterhält sich mit ihrem Freund Ding Yi über die Entwicklung des Lebens auf der Erde. Ding Yi ist der festen Überzeugung, dass nicht nur die Erde das Leben, sondern auch das Leben die Erde geformt habe. Er unterstreicht dies mit einer Simulation der Erdgeschichte ohne Leben, in welcher diese lediglich zu einem trostlosen Wüstenplaneten wird. Yang Dong, die aus den geheimen Dokumenten weiß, dass intelligentes Leben im Universum extrem häufig ist, fragt ihn nach seiner Meinung, inwiefern diese Hypothese auch auf das ganze Universum zutreffen könnte und fragt sich, ob die Natur überhaupt natürlichen Ursprungs ist.
Währenddessen entwickeln der CIA-Agent Thomas Wade und die Raumfahrtingenieurin Cheng Xin aufgrund des Technologierückstandes gegenüber den Trisolariern gemeinsam den „Treppenplan“: Eine kleine Sonde mit einem riesigen Strahlungssegel wird über eine Vielzahl von Atombomben, die entlang der Flugroute positioniert werden, durch jede Explosion stückweise bis auf 1 % der Lichtgeschwindigkeit beschleunigt. In der fernen Zukunft soll sie die Flugbahn der Trisolaris-Flotte kreuzen, um Informationen zu sammeln, die den Krieg wenden könnten. Aufgrund der Möglichkeit, dass die Trisolarier über die Technik verfügen, die Sonde trotz der hohen relativen Geschwindigkeit abfangen zu können, wird überlegt, einen lebenden Menschen als Spion zu ihnen zu schicken. Da jedoch die technisch bedingte mögliche Nutzlast der Sonde sehr klein ist und eine Kälteschlafanlage sowie ein ganzer Körper viel zu schwer wären, soll nun nur das tiefgefrorene Gehirn eines ohnehin todgeweihten Kandidaten auf diese Reise geschickt werden, in der Hoffnung, dass die Trisolarier auch hier über überlegene Technik verfügen, um dieses wiederzubeleben und womöglich sogar einen Klonkörper heranzuzüchten. Auf der ganzen Welt werden dafür die Gesetze für aktive Sterbehilfe gelockert, und es kommt sogar zu der Ermordung eines gesunden Wissenschaftlers. Cheng Xin vermutet dahinter den skrupellosen Thomas Wade, der sich trotz seiner Gesundheit als der beste Kandidat für den Treppenplan sieht und meint, sich vor seiner Verantwortung zu drücken. Von einem wissenschaftlichen Gremium, dem Thomas Wade und Cheng Xin angehören, wird stattdessen der lungenkrebskranke Yun Tianming ausgewählt, ein ehemaliger Studienkollege von Cheng Xin. Kurz vor seinem Tod kam er zu überraschend viel Geld, mit dem er für Cheng Xin, in die er in deren Jugend verliebt war, den Besitztitel einer Sonne kauft – DX3906. Der Verkauf von Eigentumsrechten an (unerreichbaren) Sonnen wurde von den Vereinten Nationen zur Finanzierung von Projekten betrieben. Die Urkunde wird Cheng Xin zugeschickt, aber auf Wunsch von Yun Tianming erfährt sie nicht, dass die Urkunde von ihm kommt. Aufgrund ihrer kurz danach erfolgten Anfrage für den Treppenplan willigt Yun Tianming schließlich ein. Trotz eines Detonationsfehlers bei der anschließenden Durchführung, welche die Sonde auf einen leicht abweichenden und nicht mehr mit der eintreffenden Flotte überschneidenden Kurs setzt, wird Cheng Xin in den Kälteschlaf versetzt.
Etwa 250 Jahre später, also etwa 50 Jahre nach Zerstörung der irdischen Raumflotte durch die außerirdische Sonde, Tropfen genannt, führte die Theorie der Abschreckung im Dunklen Wald zu einer Patt-Situation. Die Trisolarier greifen nicht an, stattdessen entwickelt sich eine Koexistenz: Die Menschen erhalten Wissen und Technik der Trisolarier, die ihrerseits die menschliche Kultur adaptieren. Cheng Xin muss sich in der neuen Zeit zurechtfinden und wird als reiche Besitzerin eines Sterns überraschend zur Kandidatin des Schwerthalter-Postens. Dessen einzige Aufgabe ist, das Signal auszulösen, um gemäß der Abschreckungslehre des „Dunklen Walds“ die Position des Trisolaris-Heimatsystems im Universum bekannt zu machen. Der Begriff Schwerthalter spielt auf die Legende vom Damoklesschwert an, dessen Bedrohung eine Analogie der Bedrohung durch das für Erde und Trisolaris todbringende Signal ist, das bei Entdeckung eines Angriffs jederzeit ausgelöst werden kann. Cheng Xin gilt als Favoritin für den Posten, da die Öffentlichkeit keine Angst vor ihr hat, im Gegensatz zu den anderen weitaus unberechenbareren Kandidaten, zu denen auch Thomas Wade gehört. Dieser sucht Cheng Xin auf und erzählt ihr schadenfroh, dass ihr Stern von Yun Tianming stammte. Dann versucht er, sie durch einen Mord zu beseitigen, wobei er seinen rechten Arm durch den Eingriff der Polizei verliert. Cheng Xin überlebt und wird nach Luo Ji zur neuen Schwerthalterin.
Das Raumschiff Bronzezeit kehrt lange nach der verlorenen Schlacht zur Erde zurück. Doch die Besatzung wird nicht freudig begrüßt, sondern wegen Hochverrats vor Gericht gestellt. Deren Schiffskapitän warnt daraufhin die Lan Kong vor den Folgen der Rückkehr. Diese wird vom Raumschiff Gravitation verfolgt – beide erreichen bei der Oort'schen Wolke einen „toten Winkel“, wo die begleitenden Sophonen keinen Echtzeit-Überwachungskontakt mehr zu den Trisolariern haben. Daher verliert auch die Erde den Kontakt zur Gravitation. Die Ursache wird künstlichem Ursprung zugeschrieben und als weiterer Beweis der Theorie des dunklen Waldes gesehen. Schließlich könnte andernfalls das Aussenden von Sophonen ins Universum schnell die Position zahlreicher Zivilisationen verraten.
Kurz nach der Ernennung Cheng Xins zur Schwerthalterin greifen die Trisolarier überraschend an und ihre Tropfen zerstören die drei terrestrischen Gravitationsantennen und damit die Grundlage der Abschreckung. Cheng Xin weigerte sich während des gesamten Anfluges der Tropfen die Übertragung zu aktivieren. Die Abschreckung funktionierte nur, solange die Trisolarier diese bei einem Angriff zu befürchten hatten. Später wird bekannt, dass sie dies sowohl bei Luo Ji als auch – und sogar noch mehr – bei Thomas Wade taten, jedoch – ebenso wie die Menschheit – nicht bei Cheng Xin, weshalb sie sich für einen Angriff entschieden. Egal, ob sie die Übertragung aktiviert hätte oder nicht, wäre die Zukunft der Menschheit zerstört gewesen. Gleichzeitig wird bekannt, dass eine zweite Trisolaris-Flotte auf dem Weg zur Erde ist und sich nahezu mit Lichtgeschwindigkeit bewegen kann. Damit haben die Trisolarier die Oberhand gewonnen, die sie mit einigen demonstrativen Angriffen mit hunderttausenden Opfern unterstreichen. Die Trisolarier ordnen über ihre Vertreterin Tomoko, einer Androidin, an, dass alle Menschen nach Australien umsiedeln, wo die meisten unter unwürdigen Umständen leben müssen. Als die Elektrizitätswerke der Menschen von den Tropfen zerstört werden, zeigt sich der wahre Plan der Trisolarier: die Ausrottung eines Großteils der Menschheit.
Die Besatzung der Lan Kong schafft es durch einen überraschenden Angriff die Gravitation zu übernehmen. Nach einer Abstimmung sämtlicher Besatzungsmitglieder beider Raumschiffe wird – gemäß der Abschreckung im Dunklen Wald – die Gravitationswellen-Übertragung aktiviert, sowohl um sich an den Trisolariern zu rächen als auch um den Menschen noch einige Jahrzehnte friedlichen Lebens zu ermöglichen. Als die Trisolarier die Übertragung empfangen, ziehen sie sich aus dem Sonnensystem zurück. Die Menschen sind gerettet und können wieder auf die zuvor geräumten Erdkontinente zurückkehren. Tatsächlich wird der Heimatplanet der Trisolarier bald darauf zerstört. Damit ist allerdings auch das Sonnensystem, dessen Position nach astronomischen Maßstäben nicht allzu weit davon entfernt liegt, mutmaßlich dem Untergang geweiht. Auf den beiden Raumschiffen wird derweil ein Zufallsfund untersucht, der sich als Zugang zu einer vierdimensionalen Blase erweist. In dieser Stellarraum-Blase finden die Raumfahrer einen riesigen Ring. Es gelingt eine Kontaktaufnahme. Der Ring bezeichnet sich selbst als „Grab“ einer alten Zivilisation. Er meint diejenigen, die den Teich austrockneten, hätten ihn längst verlassen. Die Untersuchung muss wegen bedrohlicher Schrumpfung der Blase jedoch vorzeitig abgebrochen werden und die Schiffe verlassen das Fragment. Die Besatzung fragt sich, ob es möglich wäre, dass einst ein derartiges umhertreibendes Fragment die Erde passierte. Hier schließt sich der Bogen zum Prolog des Romans, der im Mai 1453 kurz vor der osmanischen Eroberung Konstantinopels spielte und die Geschichte einer Hexe schildert, die durch den Zugriff auf eine höhere Dimension Objekte aus scheinbar verschlossenen Behältern entnehmen kann ganz ohne diese zu öffnen – darunter einen Kelch aus einer Gruft oder ein Gehirn aus einem Schädel.
Tomoko möchte sich von Cheng Xin verabschieden und teilt dabei vollkommen überraschend mit, dass der von der ersten Trisolaris-Flotte gefundene und wiederbelebte Yun Tianming mit Cheng Xin sprechen möchte. Die Trisolarier handeln mit den Vertretern der Erde den genauen Ablauf des Kontaktes aus. Es gilt die Rahmenbedingung, dass das gesamte Gespräch überwacht wird und über nichts gesprochen werden dürfe, was die konkrete gegenwärtige Situation betrifft. Beide sprechen also über Persönliches und Yun Tianming erzählt drei von ihm erfundene Märchen. Im Anschluss untersucht eine Expertengruppe die Märchen auf versteckte Hinweise, zunächst erfolglos. Später werden Anspielungen entdeckt, zum Beispiel auf den die Reisen mit Lichtgeschwindigkeit ermöglichenden Krümmungsantrieb und den Moskenstraumen als Anspielung auf ein Schwarzes Loch.
Um der Gefahr einer Vernichtung wie Trisolaris zu entgehen, hat die Menschheit drei Möglichkeiten:
- Der Bunkerplan: den Rückzug in Raumstädte hinter den äußeren Planeten, um vor der bevorstehenden Explosion der Sonne geschützt zu sein.
- Das Projekt Schwarze Domäne: die Verringerung des Wertes der Lichtgeschwindigkeit, die das Sonnensystem in „eine Art Schwarzes Loch“ umwandeln würde, von dem keine Bedrohung für andere Planeten ausgehen würde, in die möglicherweise auch keine Angriffe vordringen könnten und in der weder die Sonne noch die Planeten zerstört würden, wie es in einem richtigen Schwarzen Loch der Fall wäre.
- Raumfahrt mit Lichtgeschwindigkeit: um dem Sonnensystem rechtzeitig entfliehen zu können. Da hiervon nur wenige Menschen profitieren würden, wird diese Möglichkeit verworfen.

Im Folgenden scheitern die Bemühungen der Menschen, da die angreifenden Außerirdischen die Möglichkeiten der menschlichen Verteidigung rechtzeitig bemerkt und sich für eine völlig andere Angriffsform entschieden haben. Diese ist ein kleines Stück zweidimensionalen Raumes, genannt „Zweivektorenfolie“, welcher nach dem Verdampfen seiner Schutzhülle den umliegenden dreidimensionalen Raum ähnlich einem Wasserfall kollabieren lässt. Im Verlauf mehrerer Stunden wird das gesamte Sonnensystem in den zweidimensionalen Raum projiziert und nahezu die gesamte Menschheit stirbt dabei. Eine Flucht ist nur mit Lichtgeschwindigkeit möglich, viele Menschen entschließen sich trotzdem zu einem verzweifelten Versuch. Cheng Xin beobachtet all dies auf dem Pluto, wobei auch Luo Ji anwesend ist. Er erzählt ihr, dass insgeheim ein einziges Raumschiff mit Lichtgeschwindigkeit entwickelt werden konnte, in dem sie zusammen mit ihrer Freundin entkommen kann, um weit entfernt das Andenken an die Menschheit aufrechtzuerhalten. Luo Ji, inzwischen fast 200 Jahre alt, bleibt freiwillig zurück und wird „Teil des Gemäldes“.
Cheng Xin entscheidet sich bezüglich des Reiseziels für „ihren“ Stern DX3906, dort hatte sie sich beim Gespräch mit Yun Tianming verabredet. Dort trifft sie auf andere Flüchtlinge, die von der Lan Kong stammen, darunter den Astronom Guan Yifan. Sie erfährt das ganze Ausmaß des interstellaren Krieges, an dem weitaus mehr Zivilisationen als zuvor bekannt teilnehmen. Das Universum war einst zehndimensional mit einer Lichtgeschwindigkeit nahe unendlich. Der jetzige Zustand wird dadurch erklärt, dass die Verringerung der Lichtgeschwindigkeit sowie das Zerstören einer Dimension beides gängige Kriegsmethoden sind. Damit sich eine Zivilisation bei letzterem nicht selbst vernichtet, muss sie sich zuvor künstlich auf eine Dimension weniger entwickelt haben, genau davon sprach der Ring in dem vierdimensionalen Fragment. Einige Zivilisationen, genannt „Die Rückkehrer“, wollen inzwischen auch alle restlichen Dimensionen einreißen in der Hoffnung, das Universum in einem neuen Urknall zurückzusetzen. Als Cheng Xin bemerkt, dass das inzwischen komplett zweidimensionale Sonnensystem nicht am Himmel zu sehen ist, erklärt Guan Yifan, dass sie es aus einer höheren Dimension einfach nicht sehen können. Was sie damals auf dem Pluto beobachtet hatte, war lediglich freiwerdende Energie bei der Projektion. Das unsichtbare Sonnensystem macht sich jedoch weiterhin durch seine Gravitation bemerkbar, dies erklärt das Phänomen der dunklen Materie in den Galaxien und deutet zudem auf eine gigantische Zahl zerstörter Sternensysteme hin.
Bei einer Untersuchung außerirdischer Aktivität auf ihrem Nachbarplaneten entdecken Guan Yifan und Cheng Xin mehrere schwarze Linien im All, genannt „Todeslinien“. Diese kamen durch Raumschiffe mit Lichtgeschwindigkeit zustande. Die Raumzeit hinter ihnen wurde dabei so stark gekrümmt, dass die Lichtgeschwindigkeit im betreffenden Bereich auf null gefallen ist. Als sie eine Nachricht erhalten, dass Yun Tianming eingetroffen ist und ein Geschenk hat, machen sie sich auf den Rückweg. Dabei stellen sie jedoch fest, dass sein Raumschiff die Lichtgeschwindigkeit im System so weit gesenkt hat, dass es in eine Schwarze Domäne gefallen ist. Mit der reduzierten Lichtgeschwindigkeit umkreisen sie den Planeten, bei ihrer Landung sind bereits Millionen Jahre vergangen. Yun Tianming und die Freundin von Cheng Xin haben eine Nachricht hinterlassen, gemäß der sie ein glückliches Leben geführt haben. Das Geschenk stellt sich als eine mit trisolarischer Technologie hergestellte, separierte und sehr kleine Parallelwelt heraus, die sich außerhalb der Zeit befindet. Darin können sie das Ende des Universums abwarten, welches sich nach dem Big Crunch vermuteterweise in einem darauf folgenden Urknall erneuern würde. Jedoch empfangen sie eine Übertragung der „Rückkehrer“, die an zahlreiche Parallelwelten gerichtet ist und davor warnt, dass der durch diesen am Universum verursachten Massenverlust nun einen Big Freeze ohne einen erneuten Urknall herbeiführen wird. Deshalb schaffen sie die gesamte Materie ihrer Parallelwelt zurück und hinterlassen für zukünftige Entdecker lediglich eine Botschaft über die menschliche und trisolarische Zivilisation sowie ein kleines Ökosystem mit Pflanzen und einem Fisch, bevor sie selbst zurück in das sterbende Universum treten.

## Äußerer Rahmen des Romans
Die Geschichte spannt einen weiten Zeitraum auf:
- Zeitalter der Krise: bis 2208
- Zeitalter der Abschreckung: 2208 – 2270
- Post-Abschreckungszeitalter: 2270 – 2272
- Zeitalter der Übertragung: 2272 – 2332
- Zeitalter der Bunker: 2333 – 2400
- Zeitalter der Milchstraße: 2273 – unbekannt
- Schwarze Domäne der Galaxie DX3906: 2687 – 18.906.416
- Zeitachse des Universums 647: ab 18.906.416

Die Kapitel enthalten Abschnitte der eigentlichen Erzählung, deren Überschriften den Namen des entsprechenden Zeitalters aufgreifen, wie auch Auszüge aus Cheng Xins Autobiografie mit dem Namen „Eine Vergangenheit außerhalb der Zeit“, aus der bereits der Prolog zitiert.

## Veröffentlichungen
- Liu Cixin: Jenseits der Zeit. Übersetzt von Karin Betz, Titelbild von Stephan Martinière. Heyne, München 2019, ISBN 978-3-453-31766-6.
- Liu Cixin: Trisolaris – Die Trilogie. Heyne, München 2022, ISBN 978-3-4533-2245-5

Das Buch hat einen Umfang von 990 Seiten und beginnt mit einem zweiseitigen Personenverzeichnis und einer „Übersicht der Zeitalter“; es folgt der Prolog, dann die sechs Teile; am Ende findet sich der Anhang mit Erläuterungen zu Schreibweise und Aussprache der chinesischen Namen sowie Anmerkungen des Autors und der Übersetzerin.
Es wurde ein Hörbuch mit dem Sprecher Mark Bremer produziert.
Im Jahr 2022 erschien das Buch zusammen mit den Vorgängerromanen Die drei Sonnen und Der dunkle Wald als gebundene Ausgabe neu unter dem Titel Trisolaris – Die Trilogie.

## Hörspiel
Wie für die Vorgängerbände Die drei Sonnen und Der dunkle Wald hat WDR5 auch für Jenseits der Zeit eine Hörspiel-Adaption unter Regie von Martin Zylka produziert. Die Erstausstrahlung erfolgte im Radio vom 25. bis 30. Dezember 2020 in 6 Teilen, wobei ursprünglich alle 6 Teile bereits ab dem ersten Tag zum Download zur Verfügung standen.